# Success Chimankpa Nwosu
Success Chimankpa Nwosu, född 4 oktober 1994, är en svensk fotbollsspelare som spelar för Nyköpings BIS. Han har tidigare spelat för Syrianska FC och IF Karlstad.

## Karriär
Efter säsongen 2019 valde Nwosu att lämna Syrianska FC i samband med att hans kontrakt gick ut. I februari 2020 värvades Nwosu av IF Karlstad, där han skrev på ett ettårskontrakt. I januari 2021 förlängde Nwosu sitt kontrakt med ett år. I december 2021 förlängdes kontraktet återigen med ett år.
Inför säsongen 2023 gick Nwosu till division 2-klubben Nyköpings BIS.

## Karriärstatistik
| Klubb              | Säsong             | Liga                      | Liga    | Liga | Svenska cupen | Svenska cupen | Övrigt  | Övrigt | Totalt  | Totalt |
| Klubb              | Säsong             | Division                  | Matcher | Mål  | Matcher       | Mål           | Matcher | Mål    | Matcher | Mål    |
| ------------------ | ------------------ | ------------------------- | ------- | ---- | ------------- | ------------- | ------- | ------ | ------- | ------ |
| Syrianska FC       | 2014               | Superettan                | 26      | 0    | 4             | 0             | —       | —      | 30      | 0      |
| Syrianska FC       | 2015               | Superettan                | 24      | 2    | 3             | 0             | —       | —      | 27      | 2      |
| Syrianska FC       | 2016               | Superettan                | 29      | 2    | 3             | 0             | 2       | 0      | 34      | 2      |
| Syrianska FC       | 2017               | Superettan                | 16      | 1    | 0             | 0             | —       | —      | 16      | 1      |
| Syrianska FC       | 2018               | Division 1 Norra          | 29      | 3    | 4             | 0             | 2       | 0      | 35      | 3      |
| Syrianska FC       | 2019               | Superettan                | 25      | 0    | 1             | 0             | —       | —      | 26      | 0      |
| Syrianska FC       | Totalt             | Totalt                    | 149     | 8    | 15            | 0             | 4       | 0      | 168     | 8      |
| IF Karlstad        | 2020               | Ettan Norra               | 30      | 1    | 1             | 0             | —       | —      | 31      | 1      |
| IF Karlstad        | 2021               | Ettan Norra               | 28      | 1    | 0             | 0             | —       | —      | 28      | 1      |
| IF Karlstad        | 2022               | Ettan Norra               | 28      | 1    | 2             | 0             | —       | —      | 30      | 1      |
| IF Karlstad        | Totalt             | Totalt                    | 86      | 3    | 3             | 0             | —       | —      | 89      | 3      |
| Nyköpings BIS      | 2023               | Division 2 Södra Svealand | 26      | 1    | 0             | 0             | —       | —      | 26      | 1      |
| Totalt i karriären | Totalt i karriären | Totalt i karriären        | 261     | 12   | 18            | 0             | 4       | 0      | 283     | 12     |

1. ↑  Nedflyttningskvalmatcher mot Vasalunds IF.[8][9]
2. ↑  Uppflyttningskvalmatcher mot IFK Värnamo.[10][11]